# Мшано (Бродницький повіт)
Мшано (пол. Mszano) — село в Польщі, у гміні Бродниця Бродницького повіту Куявсько-Поморського воєводства. Населення — 288 осіб (2011).
У 1975—1998 роках село належало до Торунського воєводства.

## Демографія
Демографічна структура станом на 31 березня 2011 року:
|          | Загалом | Допрацездатний вік | Працездатний вік | Постпрацездатний вік |
| -------- | ------- | ------------------ | ---------------- | -------------------- |
| Чоловіки | 155     | 40                 | 103              | 12                   |
| Жінки    | 133     | 27                 | 76               | 30                   |
| Разом    | 288     | 67                 | 179              | 42                   |